# Phasia maculosa
Phasia maculosa är en tvåvingeart som beskrevs av Robineau-desvoidy 1863. Phasia maculosa ingår i släktet Phasia och familjen parasitflugor.
Artens utbredningsområde är Frankrike. Inga underarter finns listade i Catalogue of Life.